# Luis Valenzuela Fuentealba
Luis Valenzuela Fuentealba (11 de noviembre de 1978) es un Maestro Internacional de ajedrez chileno.

## Resultados destacados en competición
Fue varias veces campeón de Chile de categorías infantiles y juveniles. Participó en los mundiales de Alemania, Hungría y Brasil en las categorías juveniles.
Además ganó el Campeonato de ajedrez de Chile en los años 1997, 2001 y 2017.
Participó representando a Chile en seis Olimpíadas de ajedrez, 1996 en Ereván, 1998 en Elistá, 2000 en Estambul, 2002 en Bled, 2014 en Tromsø, y en Bakú 2016.